# 박재규 (1946년)
박재규(朴載圭, 1946년 3월 5일~1994년 7월 25일)는 대한민국의 정치인이다. 제13대 국회의원을 지냈다. 호(號)는 의창(義昌)이다.

## 주요 경력
- 4H 경상남도 의창군 연합회 총무국 국장.
- 평생교육세대 성인재건 중고등학교 설립(교장).
- 행정고시학원 원장.
- 경남대학교 겸임교수.
- 김영삼 국회의원 예하 보좌관.
- 동국대학교 겸임교수.
- 신민당 부산직할시 지방 총지구당위원회 선전국 국장.
- 통일민주당 발기위원 겸 당무위원.
- 통일민주당 진해창원지구당위원장.
- 1988년 제13대 국회의원(소속정당: 통일민주당 → 민주자유당 → 무소속)
- 통일민주당 중앙상무위원.
- 민주자유당 대표최고위원.
- 민주자유당 탈당.
- 1992년 제13대 무소속 국회의원 시절 뇌물수수로 형을 선고받아, 1992년 3월 10일 퇴직되었다.

## 학력
- 동아대학교 정치외교학과 학사
- 동아대학교 대학원 행정학 석사

## 역대 선거 결과
| 실시년도 | 선거   | 대수 | 직책     | 선거구             | 정당       | 득표수   | 득표율          | 순위 | 당락 | 비고 |
| -------- | ------ | ---- | -------- | ------------------ | ---------- | -------- | --------------- | ---- | ---- | ---- |
| 1988년   | 총선   | 13대 | 국회의원 | 경남 진해시·의창군 | 통일민주당 | 48,709표 | \| \| 46.36% \| | 1위  |      | 초선 |
|          | 46.36% |      |          |                    |            |          |                 |      |      |      |